# Giuseppe Marsinano
Giuseppe Marsinano (Castrocielo, 12 febbraio 1948) è un politico italiano.

## Biografia
Di professione insegnante, fu attivo politicamente a Frosinone nelle file della Democrazia Cristiana, partito con il quale venne eletto più volte in consiglio comunale. Fu eletto sindaco di Frosinone nel luglio 1990, alla guida di una giunta composta da DC, PSI e PRI, e fu poi costretto a dare le dimissioni a seguito di una mozione di sfiducia costruttiva presentata dagli stessi socialisti. Fu coinvolto nello scandalo di Tangentopoli che mise fine alla sua carriera politica.